# Тудор-Владіміреску (Тулча)
Тудор-Владіміреску (рум. Tudor Vladimirescu) — село у повіті Тулча в Румунії. Адміністративно підпорядковане місту Тульча.
Село розташоване на відстані 228 км на схід від Бухареста, 0 км на північний захід від Тулчі, 113 км на північ від Констанци, 65 км на південний схід від Галаца.

## Населення
За даними перепису населення 2002 року у селі проживали 383 особи, з них 379 осіб (99,0%) румунів. Рідною мовою 382 особи (99,7%) назвали румунську.